# 1640

## Събития
- От херцогство Саксония-Ваймар е отделено новото херцогство Саксония-Гота.

## Родени
- Пиер дьо Монтескиу д'Артанян, френски офицер
- 9 юни – Леополд I, император на Свещената Римска империя

Филип I Орлеански, син на Луи ХIII, крал на Франция и съпругата му-кралица Ана Австрийска

## Починали
- 30 май – Петер Паул Рубенс, фламандски художник